# 草栖球蛛
草栖球蛛（学名：Theridion gramineusum）为球蛛科球蛛属的动物。在中国大陆，分布于云南等地。该物种的模式产地在云南勐腊。